# Kanekalon

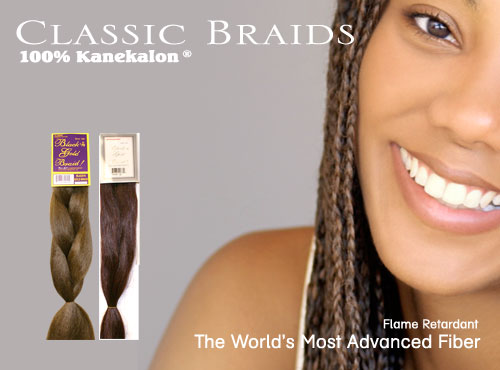

Kanekalon är ett syntetiskt fibermaterial, som mestadels används till att skapa dreadlocks och syntetiska hårförlängningar och peruker. En förfinad form av kanekalon är Kanubia. Kanekalon känns och ser ut som äkta hår och anses därför vara ett av de bästa perukfibrer. Nackdelarna med kanekalon är, att det inte tål hög värme och vid användning av stylingprodukter förkortas fibrernas livslängd avsevärt.
Andra välkända fibrer som används vid framställning av löshår är toyokalon och monofiber.
Kanekalon är en modakrylfiber och utgörs av en sampolymer av akrylnitril och vinylklorid.